# Capone Clothing
Capone Clothing steht für ein Modelabel mit Sitz in Kamp-Lintfort. Capone hat seine Wurzeln in der Graffiti- und Hip-Hop-Szene. 

## Geschichte
Das Unternehmen Capone wurde 1999 in Leipzig von András Laube gegründet. Bis 2003 wurde Capone, in Zusammenarbeit mit dem Label Illmatic Designz, von Mannheim aus geleitet und vertrieben. Nach Trennung von den damaligen Partnern ging der Gründer und Designer seinen weiteren Weg mit dem 2003 gegründeten Unternehmen global-tactics.com, das bis Anfang 2004 den Capone Flagshipstore betrieben hat. Capone ist mit einer Niederlassung in Leipzig tätig. Der Hauptsitz liegt weiterhin in Kamp-Lintfort. Der Vertrieb wird derzeit von der Quick Response GmbH geführt, in der Schweiz wird Capone von der Layup GmbH in Bern vertrieben.

## Kultursponsor
Das Label Capone kooperierte schon immer mit Artisten und Künstlern aus den verschiedensten Bereichen und engagiert sich vor allem im Musiksektor. Der Schwerpunkt liegt hierbei auf der Zusammenarbeit mit Bands und Veranstaltern.

## Sportsponsor
Sport, insbesondere Basketball und Streetball, ist ein wichtiger Aspekt des Engagements von Capone geworden. Das Label tritt als Sponsor von mehreren großen Basketballvereinen, aber auch von Streetball-Teams in Erscheinung.

### Vereine
- Rubiks-Squad, Streetball
- Squad-Streetball, 3x3-Basketball
- BG Kamp-Lintfort, 1. Regionalliga Herren
- Homberger TV, Landesliga Damen
- Capone Düsseldorf, Regionalliga Herren
- USC Leipzig, Regionalliga Herren
- BBVL Leipzig, 1. Bundesliga Damen